# Ландыченко, Виктор Фёдорович
Виктор Фёдорович Ландыченко (12.02.1922, Витебская область — 31.03.1980) — командир отделения 92-й отдельной разведывательной роты 90-й гвардейской стрелковой дивизии 1-го Прибалтийского фронта, гвардии сержант.

## Биография
Родился 12 февраля 1922 года в деревне Михайлово Лиозненского района Витебской области Белоруссии в крестьянской семье. Белорус. Образование начальное, окончил школу фабрично-заводского обучения № 4 в городе Витебске. Работал маляром на железнодорожной станции города Ташкента — столицы Узбекской ССР.
В Красной Армии с 12 августа 1942 года. В феврале 1943 года окончил Ташкентское пехотное училище и был направлен в действующую армию. Воевал на Западном, Воронежском, Брянском и 1-м Прибалтийском фронтах. Активный участник Курской битвы и освобождения Белоруссии.
В ночь с 3 на 4 июля 1944 года в районе города Полоцка Витебской области Белоруссии Виктор Ландыченко в составе группы разведчиков захватил мотоцикл и взял в плен вражеского офицера.
Командир отделения 92-й отдельной разведывательной роты гвардии сержант Виктор Ландыченко в ночь на 11 августа 1944 года преодолел реку Мемель у местечка Дворголе, расположенного в двадцати восьми километрах юго-восточнее латвийского города Бауска, ворвался во вражескую траншею и скосил из автомата пятерых противников.
Приказом по 90-й гвардейской стрелковой дивизии № 081 от 28 августа 1944 года за мужество и отвагу проявленные в боях гвардии сержант Ландыченко Виктор Фёдорович награждён орденом Славы 3-й степени.
31 августа 1944 года, командир отделения 92-й отдельной разведывательной роты, гвардии сержант Виктор Ландыченко действуя с группой бойцов проник в тыл противника в районе населённого пункта Озолини-Межлейши, расположенного в пятидесяти километрах южнее латвийского города Огре, где они взяли в плен унтер-офицера и подорвали гранатами три вражеские пулемётные точки вместе с их расчётами.
Приказом по 4-й ударной армии от 24 сентября 1944 года за мужество и отвагу проявленные в боях гвардии сержант Ландыченко Виктор Фёдорович награждён орденом Славы 2-й степени.
В ночь на 18 сентября 1944 года командир отделения 92-й отдельной разведывательной роты гвардии сержант Виктор Ландыченко вместе с другими разведчиками ворвался в населённый пункт Вецмуйжа, расположенный в двадцати пяти километрах юго-западнее латвийского города Огре, где они уничтожили пулемётный расчёт, мешавший продвижению советским пехотинцам.
Приказом по 4-й ударной армии 0606 от 10 октября 1944 года за мужество и отвагу проявленные в боях гвардии сержант Ландыченко Виктор Фёдорович награждён орденом Славы 2-й степени.
В 1945 демобилизован. Жил в городе Витебске. В 1947—1966 годах служил в органах МВД. Член КПСС с 1953 года.
Указом Президиума Верховного Совета СССР от 27 марта 1965 года за образцовое выполнение заданий командования в боях с немецко-вражескими захватчиками Ландыченко Виктор Фёдорович перенаграждён орденом Славы 1-й степени, став полным кавалером ордена Славы. Но орден заслуженному ветерану был вручён лишь два года спустя, в 1967 году.
Кавалер ордена Славы трёх степеней В. Ф. Ландыченко работал слесарем на Витебском заводе технологического оборудования. Скончался 31 марта 1980 года.
Награждён орденами Славы 1-й, 2-й и 3-й степени, медалями, в том числе медалью «За отвагу».
Похоронен в Витебске, на кладбище Мазурино. На месте захоронения установлена тёмная стела с рельефным портретом и мемориальной надписью.